# 24 Hours
24 Hours é um filme estadunidense de 1931, do gênero drama criminal, dirigido por Marion Gering. O roteiro, de certa forma sórdido, é baseado no best-seller homônimo de Louis Bromfield, publicado no ano anterior.

## Sinopse
Incapaz de perdoar a traição da esposa, o rico e socialmente respeitável Jim Towner torna-se alcoólatra e faz a ronda dos bares. Em um deles, conhece e torna-se amante de Rosie, uma cantora de cabaré. Rosie é assassinada pelo gângster Tony Bruzzi, mas a polícia desconfia de Jim. Preso e condenado, ele cumpre sua pena e volta para casa, livre do vício.[carece de fontes?]

## Elenco
| Ator/Atriz     | Personagem        |
| -------------- | ----------------- |
| Clive Brook    | Jim Towner        |
| Kay Francis    | Fanny Towner      |
| Miriam Hopkins | Rosie Duggan      |
| Regis Toomey   | Tony Bruzzi       |
| George Barbier | Hector Champion   |
| Adrienne Ames  | Ruby Wintryingham |